# Bethalus trichardti
Bethalus trichardti är en kräftdjursart som beskrevs av Barnard 1960. Bethalus trichardti ingår i släktet Bethalus och familjen Armadillidae. Inga underarter finns listade i Catalogue of Life.